# Chief Endeley
Chief Endeley, encore appelé sa Majesté Samuel Moka Lifafa Endeley de Buéa, né le 9 juin 1923, et mort le 7 juillet 2015,, est un chef traditionnel camerounais, qui est l'une des autorités traditionnelles les plus renommés de la partie anglophone du Cameroun.

## Biographie
Il était le deuxième fils du chef Mathias Lifafa Endeley II et Mariana Mojoko mo 'Liombe de Soppo Wonganga.
Il a été juge en chef et chef suprême traditionnel de Buéa. Il devient chef de Buéa en 1990 pour succéder à son oncle, Gervasio Mbella Endeley, mort en 1982. 
Il a présidé le conseil d'administration de la CDC,. 
Il est marié à Gladys et le couple à 5 garçons et une fille. 

## Décès et hommages
La cérémonie funéraire qui se tient sur une semaine d'activités traditionnelles prend fin le samedi 25 juillet 2015, avec un service funèbre organisé à l'église presbytérienne de Buéa Town et sur la Place de l'Indépendance (Bongo Square) de Buéa. L'inhumation a lieu au Palais Mokunda, Buéa Town.